# Crepidomanes grande
Espèce
Répartition géographique
Crepidomanes grande est une fougère de la famille des Hyménophyllacées.

## Description[1]
Cette espèce a les caractéristiques suivantes :
- le rhizome est robuste et érigé ;
- les frondes ont de 20 à 35 centimètres de long sur 10 à 15 centimètres de large, de forme ovale, aux segments ultimes larges de moins d’un millimètre ; le rachis est ailé, avec une pilosité noire éparse ;
- le limbe des frondes est divisé quatre fois ;
- les sores sont axilliaires, avec une indusie campanulée et une columelle un peu exsert.

## Distribution et habitat
Cette espèce se trouve aux Philippines, à Bornéo et en Papouasie-Nouvelle-Guinée.
Elle est assez largement terrestre au sein des forêts tropicales humides.

## Historique
En 1843, Karel Bořivoj Presl dénomme sous le nom de Trichomanes millefolium une espèce à partir d'un échantillon de Luzon collecté par Hugh Cuming. D’abord, il s’agit d’un homonyme illégal de Trichomanes millefolium Desv. décrit en 1817 : en 1926, Takenoshin Nakai lève cette homonymie en le renommant Trichomanes preslianum. Par ailleurs, l’échantillon ayant servi à Presl est en fait un échantillon composite, formé, outre Crepidomanes grande, partiellement de l’espèce qu’identifiera Edwin Bingham Copeland sous le nom de Macroglena obtusa, espèce devant être reversée dans le genre Vandenboschia ; l’examen complet de cet échantillon a été réalisé par M.G. Price en 1972.
En 1911, Edwin Bingham Copeland, à partir d’un échantillon collecté en Papouasie, décrit cette espèce sous le nom de Trichomanes grande Copel. et établit la synonymie partielle avec Trichomanes millefolium C.Presl ainsi qu’avec celle décrite par Roelof Benjamin van den Bosch en 1861. L’échantillon de Papouasie en est le type.
En 1938, il revient sur ce classement et la déplace dans le genre Nesopteris : Nesopteris grandis (Copel.) Copel.,
En 1968, Conrad Vernon Morton la place dans la section Nesopteris du sous-genre Pachychaetum du genre Trichomanes.
En 1983, Kunio Iwatsuki la transfère dans le genre Cephalomanes : Cephalomanes grande (Copel.) K.Iwats.
Enfin, en 2006, Atsushi Ebihara, Jean-Yves Dubuisson, Kunio Iwatsuki, Sabine Hennequin et Motomi Ito la déplacent dans le genre Crepidomanes et précisent le sous genre Nesopteris.

## Position taxinomique
Crepidomanes grande appartient au sous-genre Nesopteris.
Elle compte les synonymes liés aux révisions de la famille des Hyménophyllacées suivants :
- Cephalomanes grande (Copel.) K.Iwats.
- Nesopteris grandis (Copel.) Copel.
- Trichomanes grande Copel.

ainsi que les synonymes liés à des descriptions successives :
- Trichomanes millefolium C.Presl (pour partie)
- Trichomanes preslianum Nakai[11]